# Chilo panici
Chilo panici là một loài bướm đêm trong họ Crambidae.